# Γ
Gamma（大寫Γ，小寫γ，中文音译：伽马、伽瑪、伽傌），是第三個希臘字母。
西里爾字母的Г、Ґ和拉丁字母的C、G都是從Gamma變來。
大寫的Γ用於：
- 數學的Γ函數，和階乘有關
- 概率和統計學的Γ分布
- 電機工程學和物理學的反射系數

小寫的γ用於：
- 數學的歐拉常數
- 金融數學的一個風險管理指數
- 物理學的基本粒子之一：光子
- 物理學和天文學的伽马射线（Gamma Ray, 極短波長的電磁波）
- 相對論和天文學的勞侖茲因子（Lorentz factor: {\displaystyle \gamma ={\frac {1}{\sqrt {1-{\frac {v^{2}}{c^{2}}}}}}}）
- 物理學上氣體的絕熱指數，有時亦用κ來表示。
- γ键，一种理论上的化学键(预测中g轨道的键型)
- 機械工程、土木工程等工程的單位重量。